# Muroto
Muroto (japonsky:室戸市 Muroto-ši) je japonské město v prefektuře Kóči na ostrově Šikoku. Žije zde přes 14 tisíc obyvatel. Na pobřeží se nachází městský geopark, který je vzácný pro svoji ojedinělou geologickou přírodní scenérií. Byly zde nalezeny objevy z období Oligocénu a Pleistocénu.